# Dataprojektor

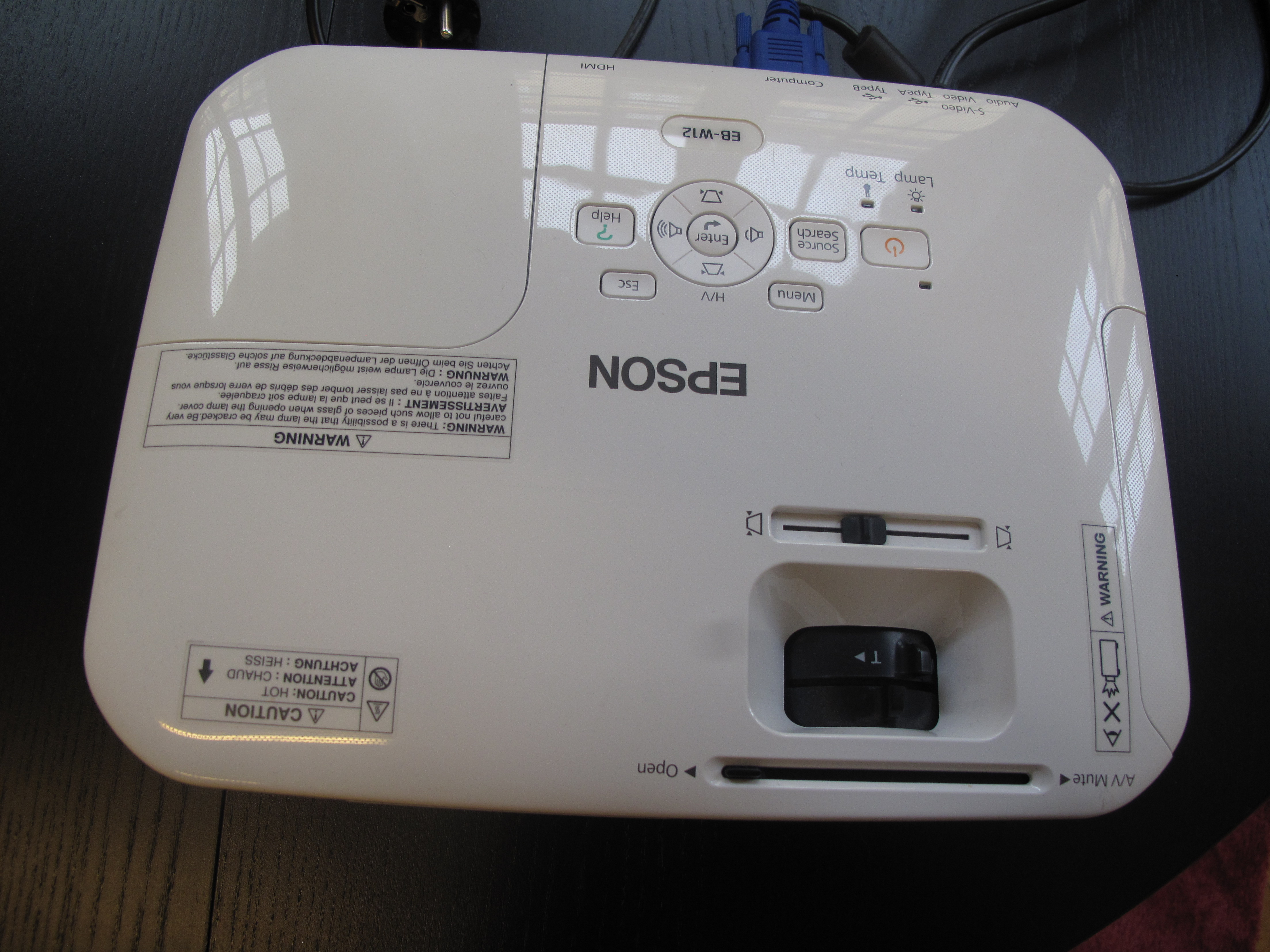
Projektor značky Epson

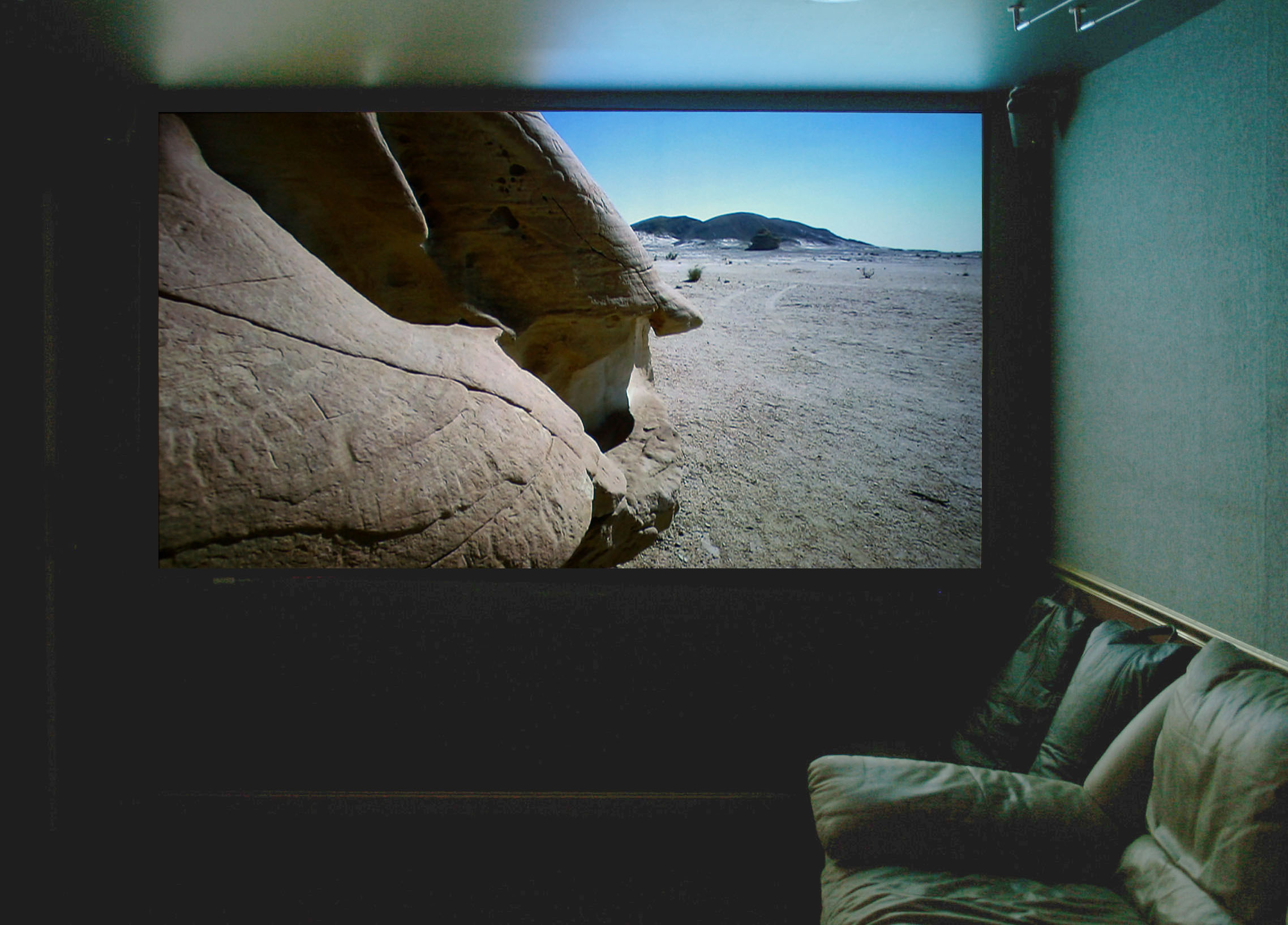
Obrázek promítaný videoprojektorem v domácím kině.

Dataprojektor (nebo také datový projektor či videoprojektor) je zařízení umožňující zprostředkovat obrazovou prezentaci všem přítomným tím, že digitální obraz, jehož zdrojem může být osobní počítač, notebook, přehrávač DVD a jiná videozařízení, projektuje (promítá) na plátno či zeď. Data se do projektoru dostávají kabelem VGA, HDMI, DisplayPort, nebo USB-C.

## Historie
Za vůbec první videoprojektor může být považován zoopraxiskop – promítačka, do které se vkládá kotouček s nalepenými fotografiemi – který vynalezl pionýr fotografie Eadweard Muybridge v roce 1879. Projektory anebo promítačky slouží právě na promítání nejrůznějšího obsahu pro větší množství lidí. Svůj obraz dokáži vytvořit i na vzdálenost několika metrů od podkladu. Myšlenka vytvořeni nějakého zvětšeného obrazu na světlém podkladě je známa už od 17. století. Zdrojem dat dnešních projektorů může být počítač, smartphone, USB klíč, SD karta atd. V 17. století, kdy neexistovalo žádné ze zmíněných zařízení, dokázal projektor vytvořit jen jeden jediný obraz, který byl umístěný na skleněné tabulce v přístroji. Dnešní projektory fungují na odlišném principu a dokáží vytvořit ostrý obraz i na plátně o 27metrové úhlopříčce.

## Kategorie dataprojektorů
Datové projektory se vyrábí v různých provedeních a velikostech. Počínaje ultralehkými projektory, které jsou vhodné na cesty a jejichž rozměry se pohybují kolem 11 × 3 × 9 centimetrů (Š/V/H) a hmotnost nepřesahuje 0,3 kilogramu, a konče konferenčními projektory, které jsou součástí konferenčních místností, poskytující vysokou kvalitu obrazu i na velmi velké promítací ploše.

### DLP
Srdcem DLP (Digital Light Processing) projektorů je jeden případně více DMD čipů. Je to čip, na kterém jsou malá zrcátka. Nazývá se také DLP čip. Poté, co lampa vyrobí světlo, projde světlo přes optickou čočku a dopadne na rotující barevný kotouč, který změní vlnovou délku světla. Na kotouči bývají tři základní barvy (RGB) a jedna průhledná část pro zvýšení jasu. Na kotouči může být i více barev (např. žlutá či azurová). Obarvené světlo z kotouče putuje do další čočky, která je nasměruje na DLP čip. Pohyb kotouče a zrcadel na čipu je velmi přesně synchronizován. DLP čip vytvoří obraz pootočením zrcátek. Jedná se o reflektivní, tj. odrazovou technologii. Texas Instruments uvádí až 1024 pohybů zrcátek za sekundu. Právě takto vzniká šedá a všechny barevné odstíny. Čím déle je zrcadlo vystaveno světlu, tím světlejší odstín je. Nevýhodou DLP projektorů je duhový efekt (výjimkou jsou 3DLP projektory, které používají dichroická zrcadla stejně jako 3LCD, čímž se duha naprosto eliminuje).

### LED
LED projektory jsou vlastně DLP projektory, ve kterých je lampa nahrazena LED diodami. Největšími výhodami této technologie je nízká spotřeba, absence lampy a především malé rozměry. Zásadní nevýhodou je nižší světelnost, reálně se pohybující okolo jednoho tisíce lumenů, v některých případech v řádu více tisíců. To je podstatně méně než běžné DLP projektory, kde se svítivost pohybuje běžně mezi 2000 až 4000 ANSI lumenů.

### LCD
LCD (Liquid Crystal Display) projektory pracují na odlišném principu než DLP. Srdcem LCD projektorů jsou tzv. dichroická zrcadla a LCD panely. Hlavní výhodou dichroického zrcadla je schopnost odrážet a propouštět světlo v závislosti na vlnové délce. Světlo z lampy dopadne na první zrcadlo, to propustí červenou složku a odrazí zbylé světlo. Následuje zrcadlo pro zelenou složku a nakonec pro modrou. Odražené paprsky světla pokračují samostatně do přiděleného LCD. Pro zobrazení se využívá tekutých krystalů a jedná se o transmisní technologii. LCD projektory mají několik nevýhod. Jako první to je stárnutí a vypalování LCD displejů. S přibývajícím počtem vysvícených hodin klesá kvalita zobrazení. Rastr u LCD panelů je z principu znatelně viditelnější než u DLP nebo LCoS projektorů. Dále je tu náchylnost na prašné prostředí. Vniknutí prachu brání pouze prachový filtr. Výhodou LCD projektorů je v průměru nižší hlučnost, mají ostrý a jasný obraz a netrpí duhovým efektem.

### LCoS
LCoS (Liquid Crystal on Silicon) je poměrně nová technologie projektorů. Cenově jsou LCoS projektory zatím pro většinovou populaci nedostupné. Stojí za nimi několik firem, jedná se především o JVC a jejich technologii D-ILA (Direct-Drive Image Light Amplifier), dále Canon a Sony s SXRD (Silicon X-tal Reflective Display). Princip je kombinací LCD a DLP projektoru. Lampa vyrobí světlo, hranol rozdělí světlo z lampy na tři základní barvy, tyto světelné paprsky dopadnou na LCoS displej a od toho se, podobně jako u DLP projektorů, odrazí. Obraz na displeji je v odstínech šedi. V případě černé barvy se světlo neodrazí, čím světlejší barva, tím více světla se od displeje odrazí. Odražené světlo putuje opět do hranolu, kde se spojí všechny barevné složky a nakonec zamíří přes optiku na plátno. Výhodou LCoS projektoru je vysoké rozlišení, disponuje vynikajícím barevným podáním, vysokým kontrastem a nemá duhový efekt. Nevýhodou je především vysoká cena.

### CRT
Základem CRT (Cathode Ray Tube) projektorů jsou tři projekční obrazovky principiálně podobné těm v běžných televizních přijímačích či počítačových monitorech. Každá z nich promítá v jedné ze základních barev (červené, modré a zelené) a výsledný obraz je potom složen na projekční ploše. Tato technika patří k nejstarším a používá se dnes pouze výjimečně, a to u pevných instalací. Výhody – Výborná kvalita reprodukce barev, vysoké rozlišení i kontrast, spolehlivost, dlouhodobý provoz. Nevýhody – Omezená oblast použití, větší rozměry a hmotnost.
Pro projekci se jako zdroj světla používá halogenová lampa, metalhalidová plynová výbojka a speciální lampa vyvinutá pro LCD projektory (UHP/NSH).

## Parametry dataprojektorů
K parametrům určujícím kvalitu dataprojektoru patří:
- Rozlišení – V současnosti patří mezi nejběžněji používaná rozlišení: SVGA (800×600), XGA (1024×768), SXGA (1280×1024), UXGA (1600×1200), HD Ready (1280x720), WXGA (1280x800), Full HD (1920x1080)
- Světelný výkon (udává se v ANSI lumenech) – čím je vyšší, tím je promítaný obraz jasnější a kvalitnější.
- Kontrast – poměr nejsvětlejšího a nejtmavšího bodu. Dnes jsou běžné projektory s kontrastem 10000:1 (nejsvětlejší bod je 10 000krát světlejší, než bod nejtmavší).
- Rozměry a hmotnost
- Životnost lampy – se pohybuje mezi 2000 – 6000 hodin.
- Rozhraní – konektory pro připojení zdrojů videosignálu: CANON, DVI, CINCH, BNC, mini-DIN. Dnes se postupně stává standardem připojení přes LAN (RJ-45), HDMI a Wi-fi (802.11 b/g).
- Funkce a doplňky – S většinou projektorů se dnes dodává dálkové ovládání. Oblíbená funkce je například PiP (obraz v obraze).
- Projekční vzdálenost- v domácích podmínkách se pohybuje kolem 3 – 5 metrů, obecně výrobce uvádí 1–12 metrů. Tato vzdálenost ovlivňuje výslednou úhlopříčku. Před nákupem dataprojektoru je vhodné si tyto informace zkontrolovat, k tomu slouží projekční kalkulátor, který umožňuje pro vybraný model projektoru vypočítat buď vzdálenost od plátna, nebo velikost obrazu při dané vzdálenosti

## Největší výrobci
- 3M
- Acer
- Barco
- BenQ
- Boxlight
- Christie
- Digital Projection International
- EIKI
- Epson
- Hitachi, Ltd.
- InFocus
- Kloss Video
- Lenovo
- Lumens
- Matsushita (Panasonic)
- Mitsubishi
- NEC
- Optoma
- Panasonic
- Samsung
- Sharp
- SIM2 USA
- Sony
- Sanyo
- Texas Instruments
- Toshiba
- Viewsonic